# Nationaal park Møysalen
Nationaal park Møysalen (Noors: Møysalen nasjonalpark) is een nationaal park in Nordland in Noorwegen. Het park werd opgericht in 2003 en is 51,2 km groot. Het landschap bestaat uit fjorden, dalen en bergen langs de kust rond de berg Møysalen (1262 m). In het park leeft onder andere de giervalk, torenvalk, smelleken, ruigpootbuizerd, zeearend en de steenarend.